# Xã Three Rivers, Quận Spink, Nam Dakota
Xã Three Rivers (tiếng Anh: Three Rivers Township) là một xã thuộc quận Spink, tiểu bang Nam Dakota, Hoa Kỳ. Năm 2010, dân số của xã này là 91 người.